# Hoel II (rei)
Hoel II (francès Hoël II) fou un cap d'Armòrica fill i successor de Hoel I.
Hauria usurpat el tron assassinant a Jonas. Judual, el fill i hereu legítim d'aquest es va refugiar a la cort del rei franc Khildebert I (~497 † 558). Sant Tugdual i Sant Llunar (o Lenor, o Léonor), germans de Hoel II van anar a defensar la causa de Judual a la cort de Khildebert, i fou un altre sant, sant Samsó qui portara al jove príncep a Armòrica vers 552 i li retornara les seves prerrogatives. Hoel II fou vençut i mort per Judual.